# Nebo Ziekenhuis
Het Nebo Ziekenhuis was een op (orthodox-)gereformeerde leest geschoeid klein ziekenhuis in Scheveningen, dat bestond van 1947 tot aan de fusie met het Haagse ziekenhuis Bronovo in 1972.

## Geschiedenis
Het huidige pand aan de Scheveningseweg werd in het begin van de Tweede Wereldoorlog gekocht, maar direct daarna door de Duitsers in beslag genomen. Na enkele verbouwingen werd in dit pand op 16 oktober 1947 onder de naam Nebo-Ziekenhuis een ziekenhuisje met 29 bedden geopend. Twee jaar later werd het ziekenhuis uitgebreid met het naastgelegen pand, waardoor het aantal bedden op 80 kwam. Eind zestiger jaren waren het er 150. De specialismen waren als volgt verdeeld: begane grond: Interne geneeskunde. 1e Etage: chirurgie. Hier werden veel patienten verpleegd van Dr. Oosterhuis, die gespecialiseerd was in spataderoperaties en in het hele land veel bekendheid genoot. 2e Etage: diverse specialismen, waarvan één zaal plastische chirurgie, drie 'boxen' voor kinderen en geïsoleerde verpleging. Ook waren enkele kamers bestemd voor de zgn. 'klasse 1' verpleging. Deze particulier verzekerde patiënten hadden meer privacy en kregen hun maaltijden opgediend op zilverkleurige dienblaadjes. Qua medische verzorging en behandeling was er geen verschil. 
In de naastgelegen villa, die via een gang verbonden was met het hoofdpand, bevond zich op de benedenetage de röntgenafdeling. Op de etage erboven bevonden zich een keuken en een douche, plus enkele ziekenzaaltjes met patientendummies, die gebruikt werden in het praktijkonderwijs, terwijl de bovenste verdieping een viertal kamers had die als zgn. 'zusterhuis' dienden. Op last van de brandweer moesten deze kamers echter in 1978 worden ontruimd.
Een andere nabijgelegen villa was eveneens in gebruik als 'zusterhuis'. Het personeel in opleiding dat hier woonde had toezicht van een dame die daar speciaal voor was aangesteld en streng toezicht hield op de naleving van de regels.
De kraamkliniek Frankenslag, gelegen op de hoek van de Mauritslaan op Frankenslag 142, was een zelfstandige kraamkliniek, maar rond 1970 werd het onderdeel van Nebo Ziekenhuis. De opleiding verpleegkundige werd met een half jaar verlengd, zodat daarin ook een kraamstage paste. Dit kon voortaan in het eigen ziekenhuis. Er waren totaal 4 verlosbedden in 3 verloskamers. Ook was er een OK voor keizerssneden. Na de fusie met het Bronovo-ziekenhuis werd het gebouw alleen nog gebruikt voor het theoretische deel van de opleidingen verpleegkunde en ziekenverzorging. 
De Scheveningse huisarts Lubertus Schut stichtte in 1930 het Lazarusfonds, dat tot doel had het gereformeerde deel van de Scheveningse en Haagse bevolking een eigen ziekenhuis, dat op (orthodox-)gereformeerde beginselen gestoeld was, te bieden. De gelden voor dit fonds werden bijeengebracht door de plaatselijke bevolking door de schenking van dubbeltjes en kwartjes. Van het bijeen gebrachte geld werd een pand gekocht aan de Scheveningseweg, dat na enkele verbouwingen op 16 oktober 1947 in gebruik kon worden genomen. In 1972 fuseerde het ziekenhuis met het Bronovo Ziekenhuis.
Na de fusie bleef het voortbestaan als ziekenhuis tot 1981, waarna het verder ging als protestants-christelijk verpleegtehuis. In 1985 volgde nieuwbouw, waardoor Nebo 88 somatische en 47 psycho-geriatrische patiënten kon verplegen. 

Omdat aan de locatie Scheveningseweg drie verpleegtehuizen waren gevestigd, diende er minstens één te verdwijnen. Dit werd het Nebo, dat werd verplaatst naar een uit 2003 daterend gebouw in Den Haag. Nebo valt heden ten dage onder de organisatie Saffier-groep.

## Naam
De naam Nebo is afkomstig van de berg waar Mozes het Beloofde Land mocht zien.